# Speck (Manuskript)
Ein Speck ist ein Vorteil beim Satz eines Manuskriptes. Speck haben vor allem Manuskripte mit sehr viel vorgefertigtem Stehsatz, Ausschluss oder Bildern, zwischen denen nur noch wenige Lettern zu setzen sind. Speck ist ein Ausdruck, der aus der Zeit der Akkordsetzer stammt, aber auch heutzutage noch gebräuchlich ist.
Als Speck bezeichnet der Schriftsetzer die nur teilweise mit Schrift gefüllten Seiten einer Druckform, leere Seiten, Schmutztitel sowie wiederholt zu gebrauchende und darum zurückgestellte Titel- oder Rubrikzeilen, deren entsprechender Wiedergebrauch für den Setzer von Vorteil ist, weil sie ihm wenig Arbeit verursacht.
Ein Speck-Manuskript enthält demnach:
- viele Bilder
- nicht ganz gefüllte Seiten
- leere Seiten
- wenige neue Informationen
- Zusammengesetztes aus Vorhandenem
- etc.

Die Vorteile liegen beim sehr schnellen Zusammenstellen eines „neuen“ Manuskriptes.
Ein Setzer, der sich um viel Arbeit drückt und deshalb Blätter mit Speck bevorzugt, wird auch Speckjäger genannt.